# Hasami
Hasami (波佐見町 Hasami-chō, deutsch ‚Stadt Hasami‘) ist eine Stadt im Landkreis Ost-Sonogi der japanischen Präfektur Nagasaki auf der Insel Kyūshū. Zusammen mit dem benachbarten Arita in der Präfektur Saga ist die Stadt für ihre Porzellanherstellung bekannt.
2021 hatte die Stadt schätzungsweise 14.511 Einwohner. Die Gesamtfläche beträgt ca. 56 km2.

## Symbolismus
Der Baum der Stadt ist Ilex integra, die Blume ist der Rhododendron.

## Geografie
Hasami befindet sich im zentralen Teil der Präfektur Nagasaki, etwa 20 Kilometer vom Zentrum von Sasebo entfernt. Es ist die einzige Stadt in der Präfektur, die am Meer liegt.

### Umliegende Gemeinden
- Präfektur Nagasaki
  - Sasebo
  - Kawatana
- Präfektur Saga
  - Takeo
  - Ureshino
  - Arita

## Handwerk und Industrie

### Porzellanherstellung

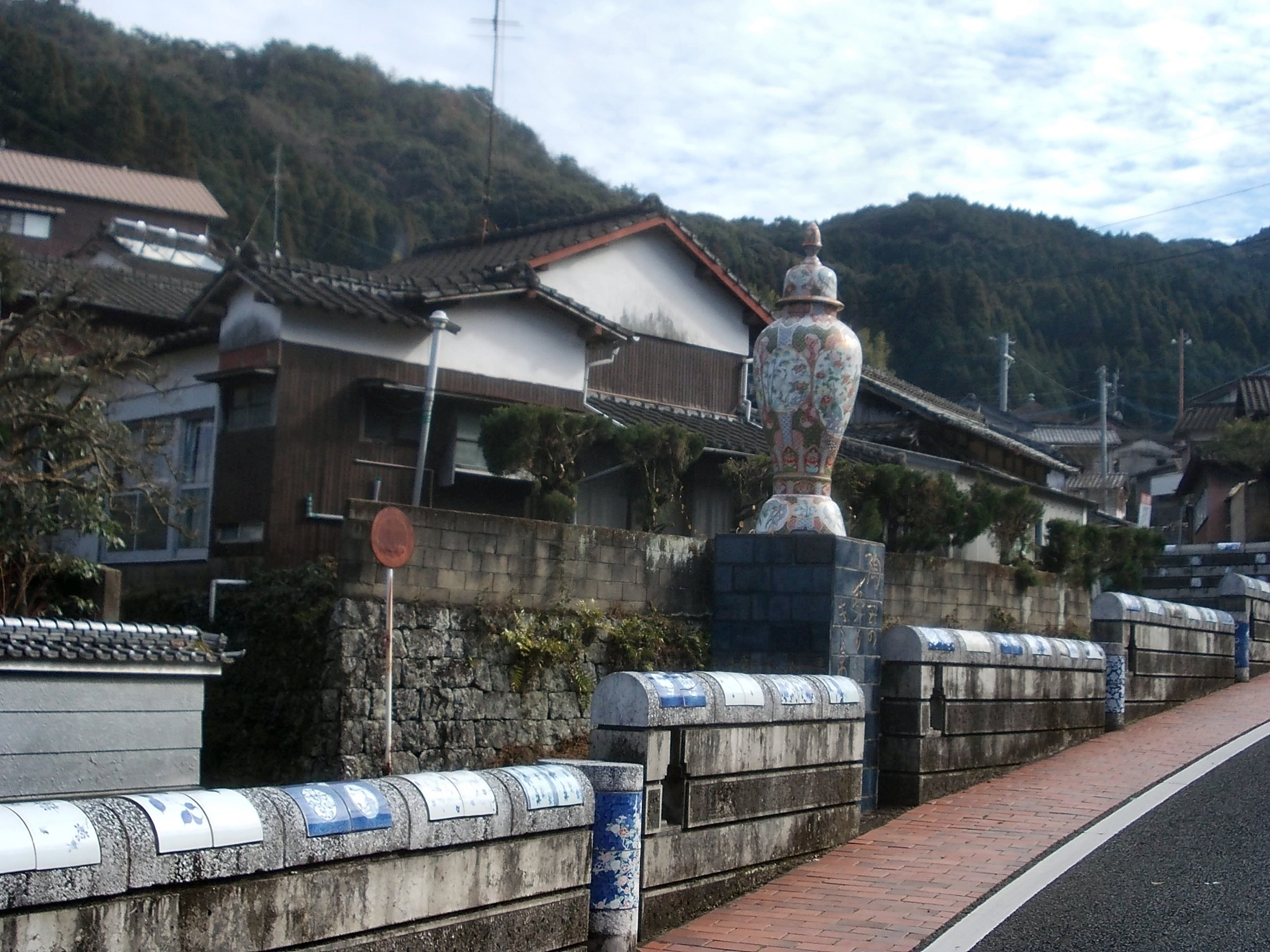
Das Nakaogo-Viertel in Hasami, wo sich die meisten Töpferöfen befinden.

Hasami ist vor allem für „Hasami-Porzellan“ bekannt, eine 400 Jahre alte japanische Porzellanart. Diese Porzellanherstellung begann mit dem koreanischen Einfluss auf die japanische Kultur Ende des 16. Jahrhunderts. Während der Invasion Koreas durch Toyotomi Hideyoshi (1592–1598) entführten die japanischen Streitkräfte eine Reihe von koreanischen Künstlern und Handwerkern. Die Nachkommen dieser Töpfer begannen mit der Produktion von Hasami-Porzellan. Im Jahr 1599 wurde der koreanische Töpfer Li Youqing von einem Anführer des Ōmura-Clans, Ōmura Yoshiaki, nach Japan gebracht. Bevor die Koreaner die Kunst des Porzellans im 17. Jahrhundert nach Japan brachten und vor der Entdeckung von Kaolin in der Umgebung, konzentrierten sich die Handwerker in Hasami zunächst auf die Keramik-Töpferei.
Nach und nach wurde die Porzellanproduktion intensiviert, sodass die Manufaktur in Ōmura am Ende der Edo-Zeit das größte Zentrum für die Porzellanproduktion in Japan war.
Die Techniken wurden vom koreanischen Keramiker I Sam-pyeong in die Region Hasami gebracht, der auch das „Arita-Porzellan“ aus dem nahe gelegenen Arita schuf. „Hasami-Porzellan“ unterscheidet sich vom „Arita-Porzellan“, wird aber oft verwechselt, da die Stücke aus Arita oder dem benachbarten Hafen von Imari verschifft wurden. Siebzehn Brennöfen und Töpferhäuser sind in der Stadt aktiv, weitere fünf Brennöfen befinden sich um den benachbarten Mt. Nakao herum.
In der Stadt finden sowohl das Hasami-Frühlingsfest als auch das Herbst-Keramikfest (im Oktober) statt.

### Foto-Technik
Nagasaki Canon, eine hundertprozentige Tochtergesellschaft von Canon errichtete im Industriepark Hasami eine Produktionsstätte für Kameras. Die Produktion begann im März 2010.

## Bildung
Hasami hat eine Oberschule, die präfekturbetriebene Oberschule Nagasaki (長崎県立波佐見高等学校 Nagasaki kenritsu Hasami kōtō-gakkō, englisch Nagasaki Prefectural Hasami High School). Außerdem gibt es in Hasami drei Grundschulen und eine Mittelschule (japanisch chūgakkō englisch Junior High School).

## Verkehrsanbindung

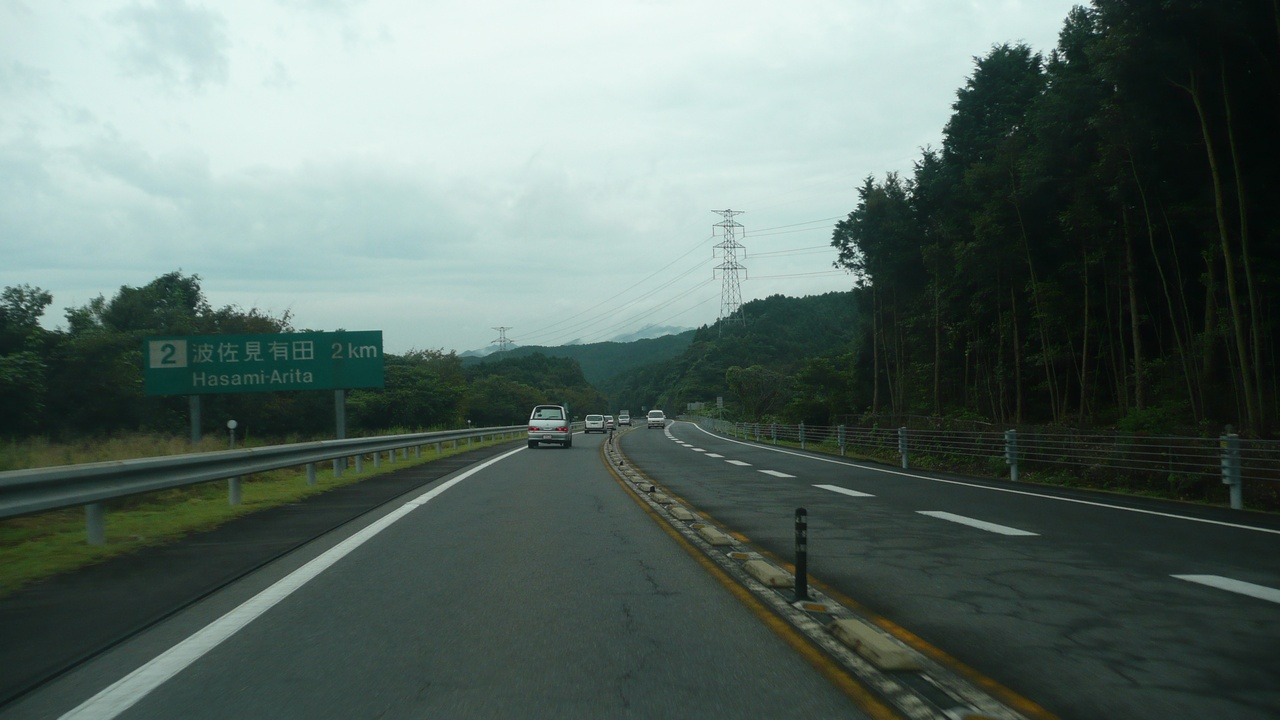
Nishi-Kyūshū Schnellstraße

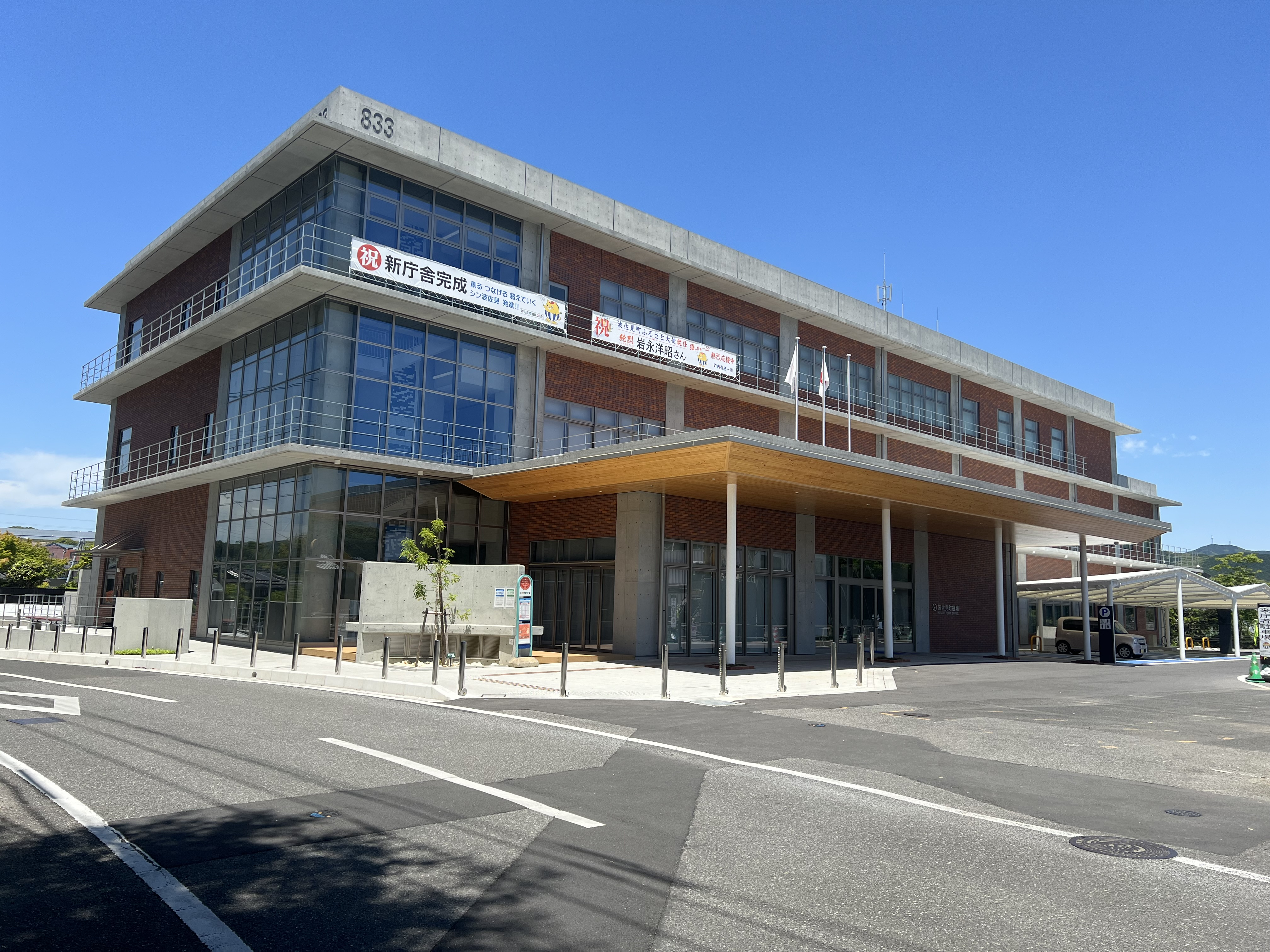
Rathaus von Hasami, Bezirk Higashisonogi, Präfektur Nagasaki, neues Regierungsgebäude

Hasami ist nicht an das Eisenbahnnetz angeschlossen. Die nächstgelegenen Bahnhöfe sind Arita Station in Arita und Kawatana Station in Kawatana. Die Stadt liegt direkt an der Nishi-Kyūshū Schnellstraße.

## Partnerstädte
Hasami hat eine Partnerstadt und eine Städtefreundschaft:
Partnerstadt
- Mauá, Brasilien (seit 2. April 1988)

Städtefreundschaft
- Gangjin, Südkorea (seit 20. Oktober 2010)